# Rampage (filme de 1963)
Rampage é um filme estadunidense de aventura, produzido em 1963, dirigido por Phil Karlson, com roteiro de Robert Holt e Marguerite Roberts, baseado no livro Rampage de Alan Caillou, música de Elmer Bernstein. A filmagem começou no Hawaí em outubro de 1962.

## Elenco
- Robert Mitchum como Harry Stanton
- Elsa Martinelli como Anna
- Jack Hawkins como Otto Abbot
- Sabu como Talib
- Cely Carillo como Chep
- Émile Genest como Schelling
- Stefan Schnabel como Chefe Sakai
- David Cadiente como Baka